# Suðurbrún
Suðurbrún är en ås i republiken Island. Den ligger i regionen Västfjordarna, 160 km norr om huvudstaden Reykjavík.